# Dorothy Dalton (ginnasta)
Dorothy Katherine Dalton (Newark, 1º agosto 1922 – 9 maggio 1973) è stata una ginnasta statunitense.

## Palmarès

### Olimpiadi
- 1 medaglia:
  - 1 bronzo (Londra 1948 a squadre)